# Eleição municipal de Aracaju em 2012
A eleição municipal de Aracaju em 2012, assim como nas demais cidades brasileiras, ocorreu em 7 de outubro de 2012 e elegeu prefeito, vice-prefeito e membros da Câmara de Vereadores da capital do estado de Sergipe. O prefeito anterior foi Edvaldo Nogueira (PCdoB), que teve seu mandato encerrado em 31 de dezembro de 2012, não concorrendo à reeleição. 
Houve um total de cinco candidatos para prefeito, porém, Almeida Lima, do PPS, anunciou sua desistência no último debate realizado na TV Sergipe, assumindo o então candidato a vice,  Rivando Gois, mas o partido decidiu não ter  nenhum candidato . 
Entre os remanescentes, João Alves Filho venceu o pleito no primeiro turno, com mais de 40 mil votos de vantagem sobre o segundo colocado, Valadares Filho do PSB.

## Candidatos
|  | Nº | Candidato(a) a prefeito | Candidato(a) a prefeito                               | Candidato(a) a vice-prefeito | Candidato(a) a vice-prefeito                                 | Coligação | Tempo no horário eleitoral |
|  | -- | ----------------------- | ----------------------------------------------------- | ---------------------------- | ------------------------------------------------------------ | --- | -------------------------- |
|  | 23 |                         | Almeida Lima (PPS) José Almeida Lima                  |                              | Rivando Góes (PPS) Rivando de Góes Ribeiro                   | Partido não coligado - Partido Popular Socialista (PPS) | 2 min e 21 seg             |
|  | 25 |                         | João Alves Filho (DEM) João Alves Filho               |                              | José Carlos Machado (PSDB) José Carlos Machado               | "Aracaju não pode esperar" - Democratas (DEM) - Partido da Social Democracia Brasileira (PSDB) - Partido da República (PR) - Partido Social Cristão (PSC) - Partido da Mobilização Nacional (PMN) - Partido Progressista (PP) - Partido Trabalhista Brasileiro (PTB) - Partido Pátria Livre (PPL) - Partido Renovador Trabalhista Brasileiro (PRTB) - Partido Republicano Progressista (PRP) - Partido Trabalhista Cristão (PTC) - Partido Social Liberal (PSL) - Partido Trabalhista Nacional (PTN) | 10 min e 32 seg            |
|  | 43 |                         | Reynaldo Nunes (PV) Reynaldo Nunes de Morais          |                              | Evaldo Campos (PV) Evaldo Fernandes Campos                   | Partido não coligado - Partido Verde (PV) | 2 min e 23 seg             |
|  | 40 |                         | Valadares Filho (PSB) Antônio Carlos Valadares Filho  |                              | Conceição Vieira (PT) Maria Conceição Vieira Santos          | "Aracaju segue em frente" - Partido Socialista Brasileiro (PSB) - Partido dos Trabalhadores (PT) - Partido do Movimento Democrático Brasileiro (PMDB) - Partido Comunista do Brasil (PCdoB) - Partido Democrático Trabalhista (PDT) - Partido Republicano Brasileiro (PRB) - Partido Humanista da Solidariedade (PHS) - Partido Social Democrata Cristão (PSDC) - Partido Social Democrático (PSD) - Partido Trabalhista do Brasil (PTdoB)                                                           | 13 min e 28 seg            |
|  | 16 |                         | Vera Lúcia (PSTU) Vera Lúcia Pereira da Silva Salgado |                              | Vinícius Oliveira (PSOL) Antônio Vinícius Oliveira Gonçalves | "Frente de esquerda — Aracaju nas mãos do povo" - Partido Socialista dos Trabalhadores Unificado (PSTU) - Partido Socialismo e Liberdade (PSOL) - Partido Comunista Brasileiro (PCB) | 2 min e 07 seg             |

## Pesquisas

### Primeiro Turno
| Data           | Instituto           | João Alves Filho (DEM) | Valadares Filho (PSB) | Vera Lúcia (PSTU) | Reynaldo Nunes (PV) | Almeida Lima (PPS) | Brancos e Nulos | Indecisos |
| -------------- | ------------------- | ---------------------- | --------------------- | ----------------- | ------------------- | ------------------ | --------------- | --------- |
| 23/08/2012 [a] | Ibope               | 54%                    | 12%                   | 6%                | 0%                  | 4%                 | 13%             | 11%       |
| 02/09/2012 [b] | Única               | 54,6%                  | 24,9%                 | 4,8%              | 0,5%                | 3,2%               | 6,4%            | 5,6%      |
| 09/09/2012 [c] | w1emcampo           | 55%                    | 24,7%                 | 7,5%              | 3%                  | 1,4%               | 8,2%            | 0,2%      |
| 13/09/2012 [d] | Ibope               | 51%                    | 20%                   | 7%                | 1%                  | 3%                 | 11%             | 7%        |
| 14/09/2012 [e] | Dataform            | 51,3%                  | 24,6%                 | 5,5%              | 1,8%                | 2,1%               | 6,6%            | 8,2%      |
| 02/10/2012 [f] | w1emcampo           | 51,6%                  | 33,5%                 | 6,4%              | 1,1%                | 1,1%               | 2,8%            | 3,5%      |
| 03/09/2012 [e] | Soluções            | 51,1%                  | 31,6%                 | 4%                | 0,6%                | 0,8%               | 5,7%            | 6,2%      |
| 06/10/2012 [f] | Ibope               | 49%                    | 31%                   | 8%                | 2%                  | 1%                 | 5%              | 4%        |
| 06/10/2012 [f] | Ibope Votos Válidos | 55%                    | 34%                   | 8%                | 2%                  | 1%                 | -               | -         |

## Resultados

### Prefeito
Resultado das eleições para prefeito de Aracaju. 100,00% apurado.
| Candidato(a)           | Vice                       | 1º Turno 7 de outubro de 2012 | 1º Turno 7 de outubro de 2012 |
| Candidato(a)           | Vice                       | Votação                       | Votação                       |
| Porcentagem            | Total                      | Porcentagem                   | Total                         |
| ---------------------- | -------------------------- | ----------------------------- | ----------------------------- |
| João Alves Filho (DEM) | José Carlos Machado (PSDB) | 52,72%                        | 159.668                       |
| Valadares Filho (PSB)  | Conceição Vieira (PT)      | 37,62%                        | 113.932                       |
| Vera Lúcia (PSTU)      | Vinícius Oliveira (PSOL)   | 6,68%                         | 20.241                        |
| Reynaldo Nunes (PV)    | Evaldo Campos (PV)         | 2,98%                         | 9.035                         |
| Almeida Lima (PPS)     | Rivando Gois (PPS)         | 0,00%                         | 0                             |
| Total de votos válidos | Total de votos válidos     | 90,57%                        | 302.876                       |
| Votos em branco        | Votos em branco            | 3,41%                         | 11.410                        |
| Votos nulos            | Votos nulos                | 6,02%                         | 20.127                        |
| Total                  | Total                      | 91,08%                        | 334.413                       |
| Abstenções             | Abstenções                 | 8,92%                         | 32.760                        |
| Votos apurados         | Votos apurados             | 100,00 %                      | 367.175                       |
| Total de eleitores     | Total de eleitores         | 100,00 %                      | 828.525                       |

| Partido | Partido | Candidato        | Votos   | Votos (%) |
| ------- | ------- | ---------------- | ------- | --------- |
|         | DEM     | João Alves Filho | 159 668 | 52,72%    |
|         | PSB     | Valadares Filho  | 113 932 | 37,62%    |
|         | PSTU    | Vera Lúcia       | 20 241  | 6,68%     |
|         | PV      | Reynaldo Nunes   | 9 035   | 2,98%     |
|         | PPS     | Almeida Lima     | 0       | 0%        |
| Totais  | Totais  | Totais           | 302 876 |           |

### Vereador
Representação eleita
  DEM: 4
  PT: 3
  PR: 3
  PMDB: 2
  PSB: 2
  PRTB: 2
  PSL: 1
  PTdoB: 1
  PCdoB: 1
  PRB: 1
  PSD: 1
  PSC: 1
  PSDB: 1
  PP: 1

Fonteː
| Número | Vereadores eleitos    | Partido | Votação | Percentual |
| 13900  | Iran Barbosa          | PT      | 7.808   | 2,55%      |
| 15456  | Robson Viana          | PMDB    | 5.794   | 1,89%      |
| 25000  | Nitinho               | DEM     | 5.279   | 1,73%      |
| 22600  | Dr. Agnaldo           | PR      | 5.262   | 1,72%      |
| 17456  | Adelson Barreto Filho | PSL     | 5.091   | 1,66%      |
| 25333  | Dr. Manuel Marcos     | DEM     | 4.883   | 1,60%      |
| 22770  | Daniela Fortes        | PR      | 4.531   | 1,48%      |
| 70123  | Valdir Santos         | PTdoB   | 4.471   | 1,46%      |
| 10123  | Pastor Jony           | PRB     | 4.400   | 1,44%      |
| 40852  | Lucas Aribé           | PSB     | 4.311   | 1,41%      |
| 22123  | Pastor Roberto Morais | PR      | 4.287   | 1,40%      |
| 40500  | Max Prejuízo          | PSB     | 4.140   | 1,35%      |
| 25100  | Renilson Félix        | DEM     | 4.127   | 1,35%      |
| 25123  | Vinícius Porto        | DEM     | 4.110   | 1,34%      |
| 15555  | Dr. Gonzaga           | PMDB    | 4.108   | 1,34%      |
| 13192  | Emmanuel Nascimento   | PT      | 3.967   | 1,30%      |
| 13300  | Dr. Emerson           | PT      | 3.881   | 1,27%      |
| 65555  | Lucimara Passos       | PCdoB   | 3.791   | 1,24%      |
| 55555  | Ivaldo José           | PSD     | 3.542   | 1,16%      |
| 28300  | Augusto do Japãozinho | PRTB    | 3.512   | 1,15%      |
| 28688  | Anderson de Tuca      | PRTB    | 3.075   | 1,00%      |
| 20000  | Jailton Santana       | PSC     | 3.049   | 1,00%      |
| 45444  | Adriano Taxista       | PSDB    | 3.037   | 0,99%      |
| 11111  | Agamenon Sobral       | PP      | 1.616   | 0,53%      |